# Маний Ацилий Авиола (консул 122 года)
Маний Ацилий Авиола (лат. Manius Acilius Aviola) — римский политический деятель первой половины II века.
Происходил из рода Ацилиев. О карьере Авиолы известно только то, что в 122 году он занимал должность ординарного консула вместе с Луцием Кореллием Нерацием Пансой.